# Gesualdo, Kampanien
Gesualdo är en kommun i provinsen Avellino, i regionen Kampanien i södra Italien. Kommunen hade 3 446 invånare (2017) och gränsar till kommunerna Fontanarosa, Frigento, Grottaminarda, Paternopoli samt Villamaina.
Staden, som skadades i den irpinska jordbävningen 1980, är mest känd för att adelsmannen, kompositören och hustrumördaren Carlo Gesualdo bodde i stadens medeltida slott.